# Haplochromis welcommei
Haplochromis welcommei је зракоперка из реда Perciformes и фамилије Cichlidae.

## Угроженост
Ова врста је крајње угрожена и у великој опасности од изумирања.

## Распрострањење
Ареал врсте је ограничен на мањи број држава. 
Врста је присутна у следећим државама: Кенија, Танзанија и Уганда.

## Станиште
Станиште врсте су слатководна подручја.